# 이와이 유키코
이와이 유키코(일본어: 岩居 由希子 いわい ゆきこ[*], 1972년 1월 13일 ~ )는 일본의 성우. 지바현 출신.

## 주요 출연작
- 날아라 호빵맨 - 시로미
- 달은 동쪽으로 해는 서쪽으로- 니시나 쿄코
- 대번장 - 텐로 쿠나기
- 대악사 - 카가 모토코
- 마법신화 라그나로크 - 월야화
- 마크로스7 - 오퍼레이터(데뷔작)
- 명탐정 코난 - 요시다 아유미(한아름)
  - 나오코(한세라) (25화 엑스트라)
  - 판매원 (55화 엑스트라)
  - 이와이 히토미(진선미) (57~58화 엑스트라)
  - 명탐정 코난: 시한장치의 마천루 - 요시다 아유미(한아름)
  - 명탐정 코난: 감벽의 관 - 요시다 아유미(한아름)
  - 명탐정 코난: 감청의 권 - 요시다 아유미(한아름)
  - 명탐정 코난: 비색의 부재증명 - 요시다 아유미
  - 명탐정 코난: 100만 달러의 오릉성 - 요시다 아유미
  - 명탐정 코난: 할로윈의 신부 - 요시다 아유미
- 무인행성 서바이브 - 루나
- 발드 스카이 - 니시노 아키
- 사나라라 - 미에노 료
- 사라사라사사라 - 카가미 츠키미, 카가미 츠키
- 소녀는 언니를 사랑한다 게임판 - 미카도 마리야
- 소울 테이커 - 시이나 카스미
- 속 살육의 쟝고 지옥의 현상범 - 프랑코
- 어둠과 모자와 책의 여행자 게임판 - 아즈마 하즈키
- 이나중 탁구부 - 호시노 준코
- 창각의 아테리얼 - 센자키 미라이
- 초시공세기 오거스 02 - 라이안
- 트라이앵글 하트 3 - 츠키무라 시노부
- 코보짱 - 히로코
- 피아캐롯에 어서오세요! 1 OVA - 이나바 쇼코
- 해피니스 차지 프리큐어! - 사가라 히로코
- 호타루코 - 호타루코
- Gift ~eternal rainbow~ - 사토 나미
- GIRLS 브라보 시리즈 - 나나에 쿠우 하루카
- narcissu SIDE 2nd - 아키시마 유카
- White -blanche comme la lune- - 브리짓 로드 메로빙